# 琥珀螺下目
琥珀螺下目（學名：Succineoidei），舊作
板顎類支序（學名：Elasmognatha），是一種可呼吸空氣的有肺類腹足綱軟體動物分類支序，包括有蝸牛和蛞蝓。除了在陸地上棲息的蝸牛，部分成員棲息於淡水環境，部份物種更屬於瀕危。

## 分類
根据布歇特和洛克罗伊2005年的分类，板顎類支序是柄眼類支序之下的一個小支序；而根据2006年威得、摩丹和纳格斯的分析，柄眼類支序是一个主干分支。這個分類的內容到了2017年的分類也沒有改變，但與柄眼目其餘三個群組的關係改變了，變成了由原來彎尿道亞目改組而成的旋蝸牛亞目的成員。
本分類單元目前包括以下总科和科:239-283：
- 琥珀螺超科（ Beck, 1837）
  - 琥珀螺科（Succineidae）：又名錐實蝸牛科。
- 无盔蛞蝓超科（ P. Fischer, 1883 (1860)）
  - 无盔蛞蝓科（Athoracophoridae）

## 外部連結
- 維基物種上的相關：琥珀螺下目